# Lavilledieu
Lavilledieu – miejscowość i gmina we Francji, w regionie Owernia-Rodan-Alpy, w departamencie Ardèche.
Według danych na rok 1990 gminę zamieszkiwały 1264 osoby, a gęstość zaludnienia wynosiła 86 osób/km² (wśród 2880 gmin regionu Rodan-Alpy Lavilledieu plasuje się na 659. miejscu pod względem liczby ludności, natomiast pod względem powierzchni na miejscu 791.).